# Valdemar Lindholm
Valdemar Lindholm (* 1880 in Borgsjö, Västernorrland; † 1947) war ein schwedischer Schriftsteller, Journalist und Mythensammler.

## Leben und Karriere
Nachdem er in Greifswald und Berlin studiert hatte, kehrte er in seine schwedische Heimat zurück. Hier arbeitete er neben seiner journalistischen Arbeit zunehmend als Schriftsteller. Es sind besonders die Märchen und Sagen der Samen, die er bearbeitete und um deren Erhalt er sich bemühte. Seine Tätigkeit erfuhr mehrere Würdigungen. Er erhielt 1925 den Ehrendoktortitel der Yale-Universität.

## Veröffentlichungen (Auswahl)
- Lappska folksagor och äventyr : berättade för barn. Stockholm. 1913. (schwedisch)
- Sagor från Lappland berättade för barn / med 10 illustrationer av Acke Åslund. Stockholm. 1918 (schwedisch)
  - Märchen und Sagen aus Lappland. (deutsche Übersetzung der Ausgaben von 1913/1918, Reclam Leipzig 1989)
- Valdemar Lindholm, Karin Stenberg: Dat läh mijen situd! Det är vår vilja : en vädjan till den svenska nationen från samefolket. Svenska förlaget, Stockholm 1920 (nordsamisch, schwedisch).